# منتخب التشيك لدوري الرغبي
منتخب التشيك الوطني لدوري الرغبي هو ممثل التشيك الرسمي في المنافسات الدولية في دوري الرغبي .